# Schoutenia
Schoutenia é um género botânico pertencente à família Malvaceae.